# Brauerei S. Riegele
La Brauerei S. Riegele est une brasserie à Augsbourg, dans le Land de Bavière.
La Brauerei S. Riegele est membre des Freien Brauer.

## Histoire
La brasserie Riegele est fondée en 1884 lorsque Sebastian Riegele senior acquiert la brasserie Zum Goldenen Roß, qui date de 1386. En 1904, Sebastian Riegele fils reprend la brasserie.
En 1911, un nouveau bâtiment est construit à l'extérieur de la ville, le "Riegelehaus", de l'architecte Hans Schnell dans un style Art nouveau ou néo-baroque, est construit sur la Königsplatz.
À la fin des années 1980, la brasserie acquiert les droits d'appellation de la limonade à base d'acide lactique Chabeso.
En août 2009, Riegele reprend les droits sur le nom et les recettes des produits des spécialités de bière Lauterbach en difficulté. La brasserie de Lauterbach, en Souabe, continue à produire jusqu'à fin août 2009 avant d'être fermée, douze employés sont licenciés. Les bières Riegele sont brassées depuis le 1er septembre 2009.

## Production
En plus de la bière, la brasserie produit des boissons non alcoolisées telles que de l'eau minérale et des limonades. L'un de leurs produits les plus connus est la boisson mélangée cola-orange Spezi. "Spezi" est un nom de marque de Riegele depuis 1956, mais s'est également répandu familièrement en tant que terme générique pour ces boissons mélangées au cola.